# Fußball-Landesklasse Thüringen 1948/49
Die Fußball-Landesklasse Thüringen 1948/49 war die erste Austragung der Fußball-Landesklasse Thüringen. Anders als zum Beispiel in den Landesklassen Brandenburg und Mecklenburg erfolgte die Einführung einer obersten Landesklasse in Thüringen erst zu dieser Spielzeit. Bis 1948 wurden in Thüringen nur Fußballmeisterschaften auf Kreisebene ausgetragen. Diese ermittelten im Pokalmodus lediglich die zwei Thüringer Vertreter für die Fußball-Ostzonenmeisterschaft 1948.
Die 24 stärksten Vereine aus der Vorsaison qualifizierten sich für die neu geschaffene Landesklasse. Diese wurde in drei Staffeln im Rundenturnier ausgetragen, die drei Staffelsieger qualifizierten sich für die Endrunde, in der der thüringische Fußballmeister ermittelt wurde. Die SG Fortuna Erfurt konnte sich am Ende durchsetzen und qualifizierte sich mit diesem Sieg für die Fußball-Ostzonenmeisterschaft 1949, bei der die Erfurter erst im Finale der ZSG Union Halle unterlagen. Der Vizemeister SG Altenburg-Nord qualifizierte sich ebenfalls für die Ostzonenmeisterschaft, unterlag aber bereits in der Qualifikationsrunde Eintracht Stendal mit 3:4.
Durch die Einführung der DDR-Oberliga war die Landesklasse ab kommender Spielzeit nur noch zweitklassig. Erfurt und Altenburg qualifizierten sich für diese Liga. Da für die Spielzeit 1949/50 eine Reduzierung der Landesklasse auf zwei Staffeln vorgesehen war, mussten insgesamt diejenigen drei Mannschaften absteigen, die staffelübergreifend die wenigsten Punkte erzielten.

## Staffel 1
| Pl. | Verein                | Sp. | S | U | N  | Tore    | Quote | Punkte |
| --- | --------------------- | --- | - | - | -- | ------- | ----- | ------ |
| 1.  | SG Altenburg-Nord     | 14  | 9 | 3 | 2  | 046:170 | 2,71  | 21:70  |
| 2.  | SG Steinach           | 14  | 9 | 1 | 4  | 041:170 | 2,41  | 19:90  |
| 3.  | SG Weida              | 14  | 7 | 4 | 3  | 027:160 | 1,69  | 18:10  |
| 4.  | SG Franken Wurzbach   | 14  | 7 | 3 | 4  | 032:240 | 1,33  | 17:11  |
| 5.  | SG Gera-Pforten       | 14  | 7 | 2 | 5  | 040:260 | 1,54  | 16:12  |
| 6.  | SG Union Schalkau     | 14  | 5 | 2 | 7  | 028:310 | 0,90  | 12:16  |
| 7.  | SG Triebes            | 14  | 3 | 1 | 10 | 025:400 | 0,63  | 07:21  |
| 8.  | SG Fichte Probstzella | 14  | 1 | 0 | 13 | 018:860 | 0,21  | 02:26  |

## Staffel 2
| Pl. | Verein                      | Sp. | S  | U | N | Tore    | Quote | Punkte |
| --- | --------------------------- | --- | -- | - | - | ------- | ----- | ------ |
| 1.  | SG Fortuna Erfurt           | 14  | 10 | 1 | 3 | 045:190 | 2,37  | 21:70  |
| 2.  | BSG Rheinmetall Sömmerda a  | 14  | 7  | 3 | 4 | 031:250 | 1,24  | 17:11  |
| 3.  | SG Stadion Jena b           | 14  | 6  | 3 | 5 | 026:180 | 1,44  | 15:13  |
| 4.  | SG Eintracht Weimar c       | 14  | 5  | 4 | 5 | 022:190 | 1,16  | 14:14  |
| 5.  | SG Bleicherode              | 14  | 5  | 2 | 7 | 019:400 | 0,48  | 12:16  |
| 6.  | SG Union Erfurt             | 14  | 3  | 5 | 6 | 017:150 | 1,13  | 11:17  |
| 7.  | SG Olympia Apolda           | 14  | 5  | 1 | 8 | 017:270 | 0,63  | 11:17  |
| 8.  | BSG Geschwister Scholl Uder | 14  | 5  | 1 | 8 | 014:280 | 0,50  | 11:17  |

## Staffel 3
| Pl. | Verein                          | Sp. | S | U | N  | Tore    | Quote | Punkte |
| --- | ------------------------------- | --- | - | - | -- | ------- | ----- | ------ |
| 1.  | BSG Vorwärts Gotha              | 14  | 9 | 4 | 1  | 044:240 | 1,83  | 22:60  |
| 2.  | BSG Einheit Breitungen          | 14  | 9 | 2 | 3  | 032:200 | 1,60  | 20:80  |
| 3.  | SG Suhl                         | 13  | 6 | 4 | 3  | 030:220 | 1,36  | 16:10  |
| 4.  | SG Tiefenort                    | 14  | 6 | 3 | 5  | 027:190 | 1,42  | 15:13  |
| 5.  | SG Sondershausen                | 14  | 5 | 3 | 6  | 028:350 | 0,80  | 13:15  |
| 6.  | SG Sportfreunde Bad Langensalza | 14  | 5 | 2 | 7  | 022:310 | 0,71  | 12:16  |
| 7.  | SG Steinbach-Hallenberg         | 13  | 3 | 3 | 7  | 022:260 | 0,85  | 09:17  |
| 8.  | BSG Vorwärts Mühlhausen         | 14  | 1 | 1 | 12 | 024:520 | 0,46  | 03:25  |

## Endrunde
Die Endrunde wurde vom 6. März 1949 bis 20. März 1949 ausgetragen, qualifiziert waren die Staffelsieger der drei Staffeln.
| 1949               | SG Fortuna Erfurt | SG Altenburg-Nord | BSG Vorwärts Gotha |
| ------------------ | ----------------- | ----------------- | ------------------ |
| SG Fortuna Erfurt  |                   | 3:1               | 1:1                |
| SG Altenburg-Nord  |                   |                   | 5:1                |
| BSG Vorwärts Gotha |                   |                   |                    |

| Pl. | Verein                                | Sp. | S | U | N | Tore    | Quote | Punkte |
| --- | ------------------------------------- | --- | - | - | - | ------- | ----- | ------ |
| 1.  | SG Fortuna Erfurt (Sieger Staffel 2)  | 2   | 1 | 1 | 0 | 004:200 | 2,00  | 03:10  |
| 2.  | SG Altenburg-Nord (Sieger Staffel 1)  | 2   | 1 | 0 | 1 | 006:400 | 1,50  | 02:20  |
| 3.  | BSG Vorwärts Gotha (Sieger Staffel 3) | 2   | 0 | 1 | 1 | 002:600 | 0,33  | 01:30  |